# Ministerstwo Energetyki i Energii Atomowej
Ministerstwo Energetyki i Energii Atomowej – polskie ministerstwo istniejące w latach 1976–1981, powołane w celu kierowania i zarządzania całokształtem spraw związanych z wytwarzaniem energii elektrycznej i wykorzystaniem energii atomowej w gospodarce narodowej. Minister był członkiem Rady Ministrów.
  

## Powołanie urzędu
Na podstawie ustawy z 1976 r. o utworzeniu urzędu Ministra Energetyki i Energii Atomowej powołano nowy urząd oraz zniesiono Urząd Energii Atomowej.

## Ministrowie
- Andrzej Szozda (1976–1979)
- Zbigniew Bartosiewicz (1979–1981)

## Zakres działania urzędu
Na podstawie rozporządzenia Rady Ministrów z 1976 r. do zakresu działania Ministra Energetyki i Energii Atomowej należały sprawy:
- wytwarzania, przetwarzania, przesyłania, rozdzielania oraz dostarczania energii elektrycznej i cieplnej z podporządkowanych elektrowni i elektrociepłowni,
- wymiany energii elektrycznej z innymi państwami przy współdziałaniu z Ministrem Handlu Zagranicznego i Ministrem Gospodarki Morskiej,
- wykorzystania energii atomowej w gospodarce narodowej,
- eksploatacji złóż węgla brunatnego i kopalin towarzyszących, przeróbki i zbytu tego węgla,
- prac geologicznych związanych z ruchem zakładów górniczych węgla brunatnego,
- budownictwa w zakresie elektrowni, elektrociepłowni i sieci elektroenergetycznych oraz górnictwa węgla brunatnego,
- produkcji podstawowych maszyn i urządzeń energetycznych,
- produkcji substancji promieniotwórczych, aparatury, urządzeń i automatyki dla techniki atomowej oraz sprzętu dla celów ochrony przed promieniowaniem jonizującym,
- produkcji betonowych i żelbetowych prefabrykatów na potrzeby budownictwa sieci elektroenergetycznych oraz materiałów budowlanych uzyskiwanych z utylizacji popiołów,
- międzyresortowej koordynacji działalności remontowej podstawowych urządzeń energetycznych,
- nadzoru nad podległymi jednostkami organizacyjnymi oraz nad wykonywaniem przez podległe jednostki organizacyjne funkcji zjednoczeń wiodących w poszczególnych branżach,
- ochrony środowiska przed ujemnymi skutkami działalności produkcyjnej zakładów energetycznych, kopalnictwa węgla brunatnego i obiektów energii atomowej,
- szkolenia i przygotowywania kadry wyspecjalizowanej dla obiektów energetyki konwencjonalnej, energetyki atomowej oraz kopalnictwa węgla brunatnego, jak również dla zaplecza naukowo-badawczego pracującego na rzecz energetyki konwencjonalnej, atomowej i kopalnictwa węgla brunatnego,
- dozoru technicznego w zakresie ustalonym odrębnymi przepisami.

## Zniesienie urzędu
Na podstawie ustawy z 1981 r. o utworzeniu urzędu Ministra Górnictwa i Energetyki zniesiono urząd Ministra Energetyki i Energii Atomowej.